# Houk
Houk (également appelé Pulusuk) est un atoll des îles Carolines dans la région de Pattiw. C'est une municipalité du district d'Oksoritod, dans l'État de Chuuk, un des États fédérés de Micronésie. Il a une superficie d'environ 7 miles et compte 396 habitants (2008), presque tous catholiques.